# Greenville (New Hampshire)
Greenville is een plaats (town) in de Amerikaanse staat New Hampshire, en valt bestuurlijk gezien onder Hillsborough County.

## Demografie
Bij de volkstelling in 2000 werd het aantal inwoners vastgesteld op 2224.

## Geografie
Volgens het United States Census Bureau beslaat de plaats een oppervlakte van 17,8 km² landoppervlakte.

## Plaatsen in de nabije omgeving
De onderstaande figuur toont nabijgelegen plaatsen in een straal van 20 km rond Greenville.